# Olena Hess
Olena Hess (geboren als Elena Gretschanowskaja, beim Weltschachbund FIDE als Elena Grechanovskaya; * 2. März 1971 in Kiew) ist eine ukrainische Schachspielerin. Sie spielte bis 2005 für den Ukrainischen Schachverband und seitdem für den Deutschen Schachbund.

## Leben
Sie besuchte in Kiew die Schachschule Avangard, an der sie von Alexei Kosikow trainiert wurde, in einer Schachgruppe mit den späteren Großmeistern Wolodymyr Baklan und Spartak Wysotschyn. An der Nationalen Technischen Universität „Kiewer Polytechnisches Institut Ihor Sikorskyj“ studierte sie Elektrotechnik und schloss das Studium als Ingenieurin ab. Nach dem Studium arbeitete sie an der Schachschule Avangard als Schachlehrerin.
In der slowakischen Extraliga spielte sie in der Saison 1995/96 für den ŠK Slovan Gemer Rimavská Sobota. In Deutschland spielte sie seit 2000 für mehrere Vereine in offenen Mannschaften und in Frauenmannschaften: zuerst auf Einladung für den SV Betzdorf-Kirchen, später den SK Altenkirchen, den SV Heiden, den Godesberger SK, den SV Weidenau/Geisweid und seit 2021 für die SG Ennepe-Ruhr Süd. In der deutschen Schachbundesliga der Frauen spielte sie für den SK Chaos Mannheim, den SV Walldorf und den SV Medizin Erfurt.
Bei ihrem ersten deutschen Verein SV Betzdorf-Kirchen lernte sie ihren Mann kennen, der dort im Verein Schach spielte. Seit 2003 wohnt sie in Deutschland. Sie hat zwei Kinder.

## Erfolge
Seit 1999 trägt sie den Titel Internationaler Meister der Frauen (WIM). Die Normen hierfür erzielte sie bei zwei Turnieren, einem in Kiew und einem in Odessa.
Die Deutsche Frauen-Mannschaftsmeisterschaft der Landesverbände gewann Olena Hess 2007 mit der Auswahl des Badischen Schachverbandes und 2015 mit der Auswahl des Schachbundes Nordrhein-Westfalen. Die nordrhein-westfälische Einzelmeisterschaft der Frauen im Blitzschach gewann sie 2022 in Oer-Erkenschwick.
Ihre bisher höchste Elo-Zahl war 2229 im Juli 1999.